# محمية الجنوب العربي
محمية الجنوب العربي الشرقية كانت عبارة عن ثلاث سلطنات سلطنة المهرة و السلطنة القعيطية الحضرمية و السلطنة الكثيرية الحضرمية  بالإضافة إلى سلطنة يافع العليا التي يقع موقعها في محمية الجنوب العربي الغربية. وكانت السلطنات تحت الحماية البريطانية بموجب المعاهدات بينهم. رفضت السلطنات الانضمام إلى اتحاد الجنوب العربي في عدن حفاظاً على الهوية واتفقت بينها على الاستقلال عدا سلطنة الواحدي التي تقع ضمن حدود حضرموت إنضمت في الأخير إلى اتحاد الجنوب العربي وسلطنة يافع العليا التي تقع في محمية عدن الغربية. مع انتشار المد القومي في تلك الفترة لم تستطع السلطنات الصمود حتى قامت الجبهة القومية بالإستيلاء على مدينة المكلا في 17 سبتمبر 1967 وإسقاط السلطنات واحدة تلو الأخرى وضمت إلى جمهورية اليمن الجنوبية الشعبية.
تم إنشاء المحمية في 18 يناير 1963
وشملت الكيانات التالية:
- السلطنة الحضرمية الكثيرية
- السلطنة القعيطية الحضرمية
- السلطنة العفرارية في المهرة وسقطرى
- سلطنة يافع العليا (تقع خارج حدود حضرموت)
- سلطنات الواحدي الحضرمية (تقع في حدود حضرموت قبل الثورة)

تم حل محمية الجنوب العربي بعد استقلال جنوب اليمن في 30 نوفمبر 1967 حيث انهارت الكيانات المكونة لهذه المحمية مع حكامها وتم إعلان جمهورية اليمن الجنوبية الشعبية من 1967 إلى 1970 والتي سميت بعد بـجمهورية اليمن الديمقراطية الشعبية التي توحدت لاحقاً في 22 مايو 1990 مع الجمهورية العربية اليمنية لتشكل ما يعرف اليوم بالجمهورية اليمنية

## الأعلام

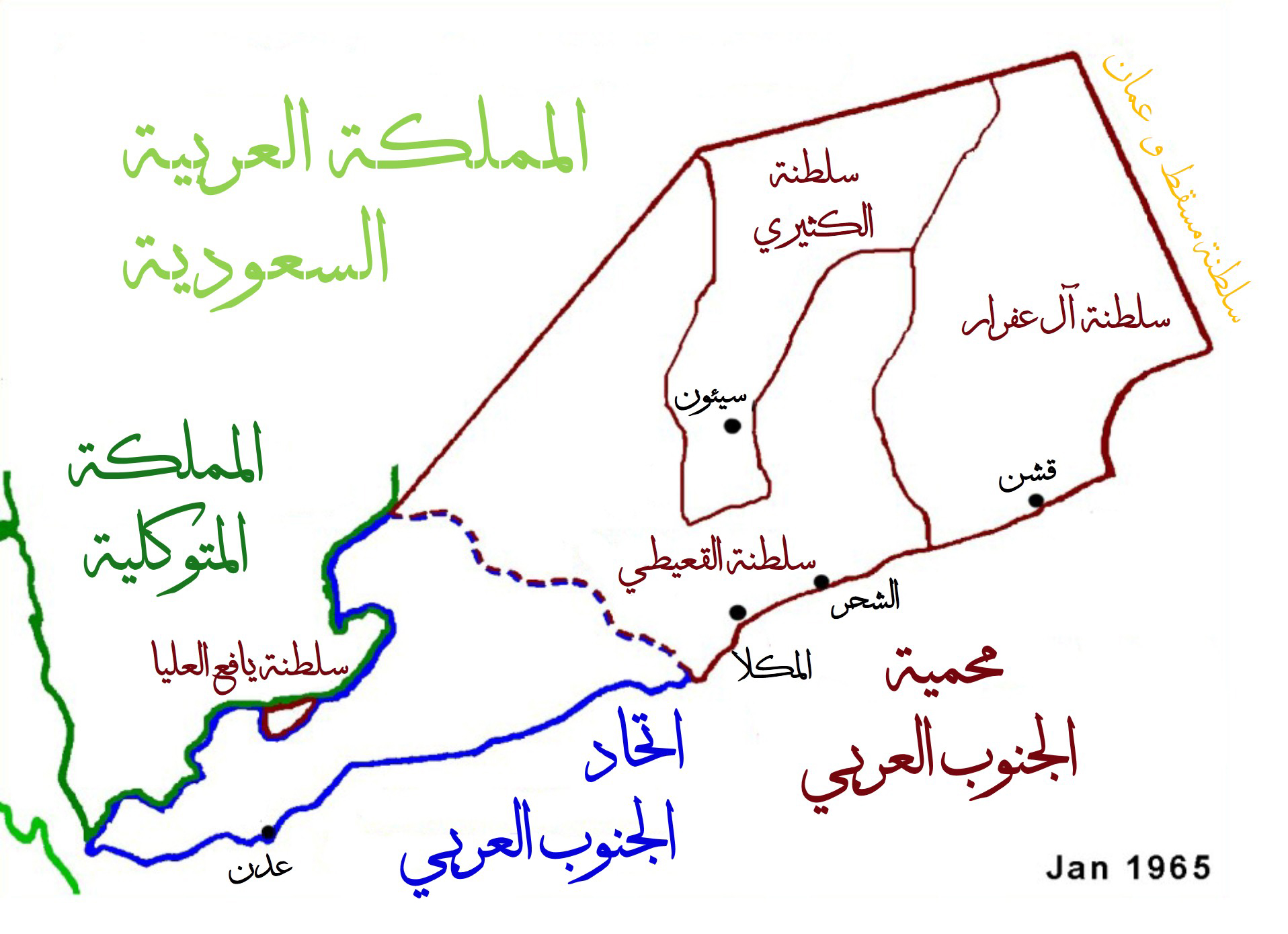
اليمن في عام 1965

اقليم حضرموت في اطار اليمن الفيدرالي يضم مناطق المحمية الشرقية

### أعلام السلطنات التي لم تنضم إلىاتحاد الجنوب العربي

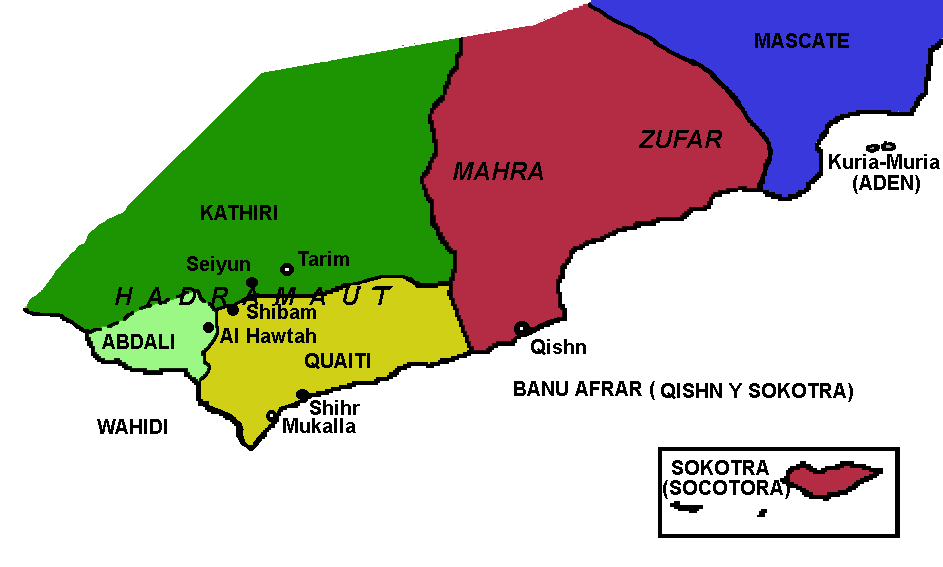
خريطة ووثيقة بريطانية توضح قبائل وسلاطين محمية عدن الشرقية ما بين (1886 إلى 1959).

علم السلطنة الحضرمية الكثيرية في سيئون
علم السلطنة القعيطية الحضرمية في المكلا
علم السلطنة العفرارية في قشن وسقطرى
علم سلطنة يافع العليا

### أعلام السلطنات الحضرمية (السلطنات الواحدية كانت ضمناتحاد الجنوب العربي)

علم السلطنة الكثيرية في سيئون
علم السلطنة القعيطية في المكلا
علم سلطنة الواحدي في بالحاف
علم سلطنة الواحدي في حبان

### أعلام القادة

علم سلطان الحكومة العفرارية في قشن وسقطرى